# Mathias Frank
Mathias Frank (ur. 9 grudnia 1986 w Roggliswil) – szwajcarski kolarz szosowy.

## Najważniejsze osiągnięcia
2006
- 2. miejsce w mistrzostwach Szwajcarii (do lat 23, start wspólny)

2007
- 1. miejsce na 4. etapie GP Tell

2008
- 3. miejsce w mistrzostwach Szwajcarii (start wspólny)
- 1. miejsce w GP Triberg-Schwarzwald

2009
- 1. miejsce w GP Tell
- 6. miejsce w Tour of Ireland
- 2. miejsce w mistrzostwach Szwajcarii (start wspólny)
- 2. miejsce w mistrzostwach Szwajcarii (jazda ind. na czas)

2010
- 1. miejsce w klasyfikacji sprinterskiej i górskiej Tour de Suisse

2011
- 6. miejsce w Tour de Suisse
- 3. miejsce w mistrzostwach Szwajcarii (jazda ind. na czas)

2013
- 4. miejsce w Tour of California
- 5. miejsce w Tour de Suisse
- 1. miejsce na 4. i 5. etapie Dookoła Austrii
- 2. miejsce w USA Pro Cycling Challenge
  - 1. miejsce na 2. etapie
- 3. miejsce w Grand Prix de Wallonie

2014
- 2. miejsce w Critérium International
  - 1. miejsce na 3 etapie
- 4. miejsce w Tour de Romandie
- 1. miejsce w Bayern Rundfahrt
  - 1. miejsce na 2 etapie
- 2. miejsce w Tour de Suisse

2015
- 8. miejsce w Tour de France

2016
- 8. miejsce w Tour de Romandie
- 1. miejsce na 17. etapie Vuelta a España

2017
- 7. miejsce w Tour de Suisse

2018
- 10. miejsce w Tour of California

2019
- 2. miejsce w Tour de l’Ain